# Рогашин (Ленчицький повіт)
Рогашин (пол. Rogaszyn) — село в Польщі, у гміні Пйонтек Ленчицького повіту Лодзинського воєводства.
Населення — 58 осіб (2011).
У 1975-1998 роках село належало до Плоцького воєводства.

## Демографія
Демографічна структура станом на 31 березня 2011 року:
|          | Загалом | Допрацездатний вік | Працездатний вік | Постпрацездатний вік |
| -------- | ------- | ------------------ | ---------------- | -------------------- |
| Чоловіки | 29      | 6                  | 18               | 5                    |
| Жінки    | 29      | 6                  | 12               | 11                   |
| Разом    | 58      | 12                 | 30               | 16                   |